# Claude Lechatellier
Claude Lechatellier (ur. 17 grudnia 1946 w Caligny) – francuski kolarz szosowy, brązowy medalista mistrzostw świata.

## Kariera
Największy sukces w karierze Claude Lechatellier osiągnął w 1965 roku, kiedy wspólnie z Gérardem Swertvaegerem, Henrim Heintzem i André Desvagesem zdobył brązowy medal w drużynowej jeździe na czas na mistrzostwach świata w San Sebastián. Był to jednak jedyny medal wywalczony przez niego na międzynarodowej imprezie tej rangi. W tej samej konkurencji Francuzi z le Chatellierem w składzie zajęli też dziewiąte miejsce na rozgrywanych pięć lat później mistrzostwach świata w Leicester. W 1968 wystąpił na igrzyskach olimpijskich w Meksyku, gdzie w drużynowej jeździe na czas był piętnasty. Ponadto w 1965 roku był drugi w Tour de l’Yonne, w 1967 roku zwyciężył w Tour de la Manche, a w 1970 roku wygrał Circuit de la Sarthe. Jako zawodowiec startował w 1974 roku.